# Maison de Godwin
La maison de Godwin est une famille noble active en Angleterre au XIe siècle. Elle joue un rôle crucial dans la vie politique anglaise des décennies qui précèdent la conquête normande de l'Angleterre, en 1066. Le dernier roi anglo-saxon d'Angleterre, Harold Godwinson, en est issu.

## Histoire
Le fondateur de la famille, Godwin, est d'ascendance inconnue. Il devient comte dans le Wessex sous le règne de Knut le Grand, dont il devient progressivement l'un des plus puissants vassaux. Son pouvoir atteint son apogée sous Édouard le Confesseur, qui épouse sa fille Édith en 1045. Ses fils aînés reçoivent également des comtés dans les années 1040 : le sud-ouest des Midlands pour Sven, l'Est-Anglie pour Harold.
Les relations entre Édouard et Godwin se dégradent pour plusieurs raisons. En 1051, ces tensions éclatent et entraînent l'exil de Godwin et de toute sa famille en Flandre et en Irlande. Ce revers de la maison de Godwin est de courte durée : dès l'année suivante, le roi est confronté au retour de ses anciens vassaux, qui sont rétablis dans leurs titres et leurs honneurs.
À la mort de Godwin, en 1053, Harold lui succède à la tête du Wessex, Sven étant mort l'année précédente lors d'un pèlerinage en Terre sainte. Ses frères cadets reçoivent à leur tour des comtés : Tostig en Northumbrie, Gyrth en Est-Anglie et Léofwine dans le sud-est des Midlands. Tostig est chassé de son comté par ses sujets en 1065. Grâce au soutien du witan, Harold accède au trône après la mort d'Édouard, en janvier 1066, mais son règne est de courte durée, puisqu'il est vaincu et tué par Guillaume le Conquérant à la bataille d'Hastings, le 14 octobre de la même année. Ses trois frères Tostig, Gyrth et Léofwine sont tués au combat la même année. Le dernier survivant de la fratrie, Wulfnoth, est détenu en otage à la cour de Normandie depuis 1051.
Après la conquête normande de l'Angleterre, la veuve de Godwin, Gytha Thorkelsdóttir, se retire dans le sud-ouest de l'Angleterre. Elle pourrait avoir été impliquée dans la révolte de la ville d'Exeter, en 1068, et s'enfuit du pays lorsque Guillaume écrase cette rébellion. Certains des fils de Harold, réfugiés en Irlande, ont peut-être aussi participé à cet incident. Une fille de Harold, Gytha, épouse le grand-prince de Kiev Vladimir II Monomaque.

## Arbre généalogique
- Godwin (mort en 1053) ∞ Gytha Thorkelsdóttir
  - Sven (mort en 1052)
    - Hakon (fl. 1051-1064)

  - Harold (mort en 1066) ∞ Édith au Col de cygne ∞ Ealdgyth
    - Godwin (mort après 1069)
    - Edmond (mort après 1069)
    - Magnus (mort après 1069)
    - Ulf (mort après 1087)
    - Harold (1066 – après 1098)
    - Gytha ∞ Vladimir II Monomaque
      - descendance

    - Gunhild ∞ Alain le Roux puis Alain le Noir

  - Tostig (mort en 1066) ∞ Judith de Flandre
    - Skuli
      - descendance

    - Ketil

  - Édith (morte en 1075) ∞ Édouard le Confesseur
  - Gyrth (mort en 1066)
  - Léofwine (mort en 1066)
  - Wulfnoth (mort en 1094 ?)
  - Gunhild, religieuse à Wilton
  - Ælfgifu ?